# 神戸ウイングスタジアム
神戸ウイングスタジアム株式会社（こうべウイングスタジアム）は、兵庫県神戸市兵庫区で都市公園法に基づく管理許可制度により御崎公園球技場（ノエビアスタジアム）の運営・管理を行う企業。
御崎公園球技場が2002 FIFAワールドカップの開催に合わせて改築される際、公設民営方式を導入することとなったことから、神戸製鋼所（神鋼）と大林組の共同出資により設立された。運営受託期間は2001年10月から2018年3月までで、期間限定事業とされている。社名は同球技場の命名権導入前の愛称をそのまま用いたものである。
2015年5月に社長に就任した安積英樹は神鋼の子会社である神鋼アルミ線材の取締役からの異動で、神鋼ラグビー部（現・神戸製鋼コベルコスティーラーズ）主将・慶應義塾大学ラグビー部監督の経歴を持つ人物である。
なお、運営受託契約期間満了後の2018年4月からは、同スタジアムをホームスタジアムとするヴィッセル神戸の運営会社であり、楽天の子会社である楽天ヴィッセル神戸が受託業者として運営に携わっている。